# Pratt & Whitney Rocketdyne
Pratt & Whitney Rocketdyne (PWR) era una empresa dels Estats Units que desenvolupava i produïa motors de coet de combustible líquid. Pratt & Whitney Rocketdyne era una divisió de Pratt & Whitney, que al seu torn forma part de la United Technologies Corporation, amb seu central a Canoga Park (Califòrnia). Rocketdyne té bases a West Palm Beach (Florida); Huntsville (Alabama); el Centre Espacial Kennedy (Florida) i al Centre Espacial Stennis (Mississipi). El 2013, l'empresa fou venuda a GenCorp i passà a formar part d'Aerojet Rocketdyne.